# ダニエル・ロドリゲス・クレスポ
ダニ・ロドリゲス（Dani Rodríguez）ことダニエル・ロドリゲス・クレスポ（Daniel Rodríguez Crespo, 2005年8月9日 - ）は、スペイン・アスティガラガ出身のサッカー選手。セグンダ・フェデラシオン・バルセロナB所属。ポジションはフォワード。

## クラブ経歴

### バルセロナ
2020年、レアル・ソシエダの下部組織からバルセロナの下部組織に移籍した。
2023年9月16日、プリメーラ・フェデラシオン・フエンラブラダ戦でバルセロナBデビューを果たした。
2025年5月3日、ラ・リーガ・レアル・バリャドリード戦で先発出場し、トップチームデビューを果たしたが、前半38分に負傷交代となった。

## タイトル

### クラブ
バルセロナ
- ラ・リーガ: 2024-25

### 代表
U-19スペイン代表
- UEFA U-19欧州選手権: 2024